# Kallenahalli Kaval, Holenarsipur
Kallenahalli Kaval là một làng thuộc tehsil Holenarsipur, huyện Hassan, bang Karnataka, Ấn Độ.